# Wilde Ganzen
Stichting Wilde Ganzen is een van oorsprong protestantse Nederlandse organisatie, die wil bijdragen aan een beter leven voor mensen die in armoede leven.
De stichting stelt mensen in staat om initiatieven ter bestrijding van armoede zelf uit te voeren. Hiervoor werft Wilde Ganzen fondsen en levert ze kennis en begeleiding. Dit doet de organisatie sinds 1957. Er zijn inmiddels 11.000 projecten afgerond. Het radio- en televisieprogramma Wilde Ganzen zendt sinds 1957 uit en is daarmee een van de oudste van de Nederlandse Publieke Omroep. Elke zondag zendt Wilde Ganzen een minuut uit op NPO 2. Het was oorspronkelijk een soort collecte bij de wekelijkse radiokerkdienst op zondagmorgen. De stichting werd in 1972 in het leven geroepen.

## Particuliere initiatieven
Wilde Ganzen steunt wereldwijd jaarlijks rond de vijfhonderd praktische en kleinschalige projecten, vooral in ontwikkelingslanden. Dit kunnen projecten zijn voor bijvoorbeeld basisonderwijs, gelijke rechten voor vrouwen, landbouw, ziektepreventie of schoon water. De stichting steunt alleen projecten waarvoor scholen, stichtingen of particulieren in Nederland al fondsen werven, de zogenaamde Particuliere Initiatieven. Zo’n Particulier Initiatief werkt samen met een projectpartner, een lokale organisatie in het ontwikkelingsland zelf, die erop toeziet dat het project ter plaatse goed wordt uitgevoerd.

## Change the Game Academy
Naast financiële steun, geeft Wilde Ganzen wereldwijd trainingen aan organisaties in lage- en middeninkomenslanden via Change the Game Academy, zodat deze organisaties minder afhankelijk worden van buitenlandse steun. Er worden trainingen aangeboden hoe in eigen land fondsen geworven kunnen worden (local fundraising) en de eigen overheid, bedrijven en organisaties kunnen worden aangesproken op hun verantwoordelijkheid (mobilising support).

## Radio en televisie
Sinds 30 juni 1957 hebben de Wilde Ganzen zendtijd op de radio en televisie, in eerste instantie bij het IKOR en vanaf 1976 bij haar opvolger IKON. Tussen 2006 en 2011 werd de zendtijd deels verzorgd door de Zendtijd voor Kerken, net als de IKON onderdeel van VZK (Verzorging Kerkelijke Zendtijd). Bij de opheffing van de IKON werden de uitzendingen van Wilde Ganzen overgenomen door de Evangelische Omroep.
Wilde Ganzen was een initiatief van IKOR-penningmeester H.J. Timmer. De eerste actie, ten behoeve van een aardbeving in Turkije, had een opbrengst van ƒ 167,-.
IKOR/IKON-omroepster Dore Smit was jarenlang (vanaf 1973) het gezicht van de televisie-uitzendingen van Wilde Ganzen; ze maakte op 26 december 1999 haar laatste uitzending. In 2000 nam eerst Jacobine Geel en later Ilona Hofstra de presentatie van het programma over. Sinds 3 januari 2016 is Evelien Bosch het gezicht van Wilde Ganzen.